# Manuae (îles Cook)
Pour les articles homonymes, voir Manuae.
Manuae est un atoll présentant deux motu : Ta Au O Tu à l'est et Manuae à l'ouest. Situé à 229 kilomètres au Nord de Rarotonga et 110 à l'Est d'Aitutaki, sa superficie totale est de 6 km2 (2,1 km2 pour Manuae et 3,9 km2 pour Te Au O Tu).

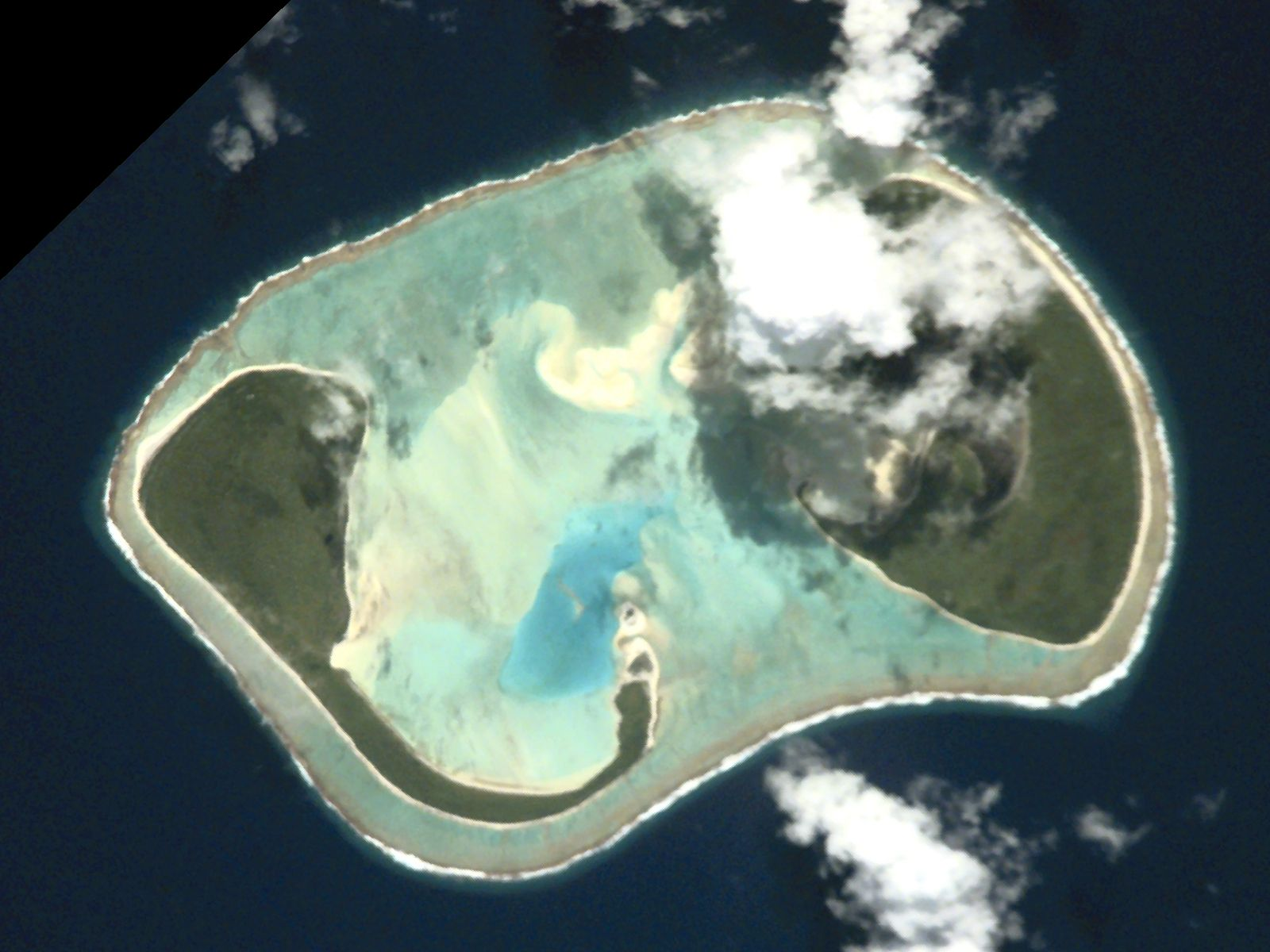
Image d'un astronaute de la NASA des îles Manuae (Îles Cook) dans l'océan Pacifique

Sur un plan géologique, l'atoll est la partie émergée du sommet oriental d'un volcan sous-marin dont la base située à 3 000 mètres de profondeur fait 56 kilomètres de diamètre. La pointe occidentale correspond aux récifs de l'astronome situés à 13 kilomètres à l'ouest de Manuae.
Depuis les années 1970, l'île est inhabitée.

## Histoire

### Tradition(s) orale(s)
Il existe concernant le peuplement de l'atoll deux cycles narratifs concurrents, l'un d'Aitutaki, l'autre d'Atiu, reflétant l'ancienne rivalité des deux îles à propos de Manuae.
Selon la tradition orale polynésienne d'Aitutaki, l'île aurait été découverte par Ruatapu. Originaire de Taputapuatea, il fit tout d'abord escale sur Mauke et Atiu. A Atiu, un chef du nom de Renga lui donna un couple de kurāmo'o et quelques noix de coco. Il découvrit alors l'atoll où il passa quatre jours. Il y planta les noix de coco et libéra les oiseaux avant de s'installer finalement à Aitutaki. De nombreuses années plus tard il y envoya l'un de ses fils Tupui ainsi que l'épouse de ce dernier. Ils s'installèrent sur l'un des deux motu qu'ils baptisèrent te "'Au O Tupui" (aujourd'hui appelé Te Au o Tu). Deux années plus tard, un certain Rongovei arriva sur l'île accompagné de deux femmes. Tupui décida alors de l'installer sur l'autre motu (Manuae) pourqu'il en devienne l'ariki (roi).
Selon la tradition d'Atiu, Ruatapu trouva l'île déjà peuplée. En effet, elle fut pour la première fois habitée par deux frères originaires d'Atiu. Ils allèrent tout d'abord sur Aitutaki pour y kidnapper des femmes avant de finalement s'installer sur Manuae. Quelques Aitutakiens les poursuivirent pour se venger, mais une fois arrivés sur l'île, ils firent la paix avec les deux frères et décidèrent de rester sur place. 
D'autres récits évoquent également l'installation de Mangaians à une date indéterminée. Toujours est-il que l'île était semble-t-il régulièrement visitée par les populations des îles adjacentes, Aitutaki et Aitu essentiellement, afin d'y récolter les noix de coco ou d'y chasser le kuramo'o dont les plumes rouges servaient à la confection du "pare kura", la coiffe des ariki. La rareté de ces plumes en faisait toute la valeur. Selon un autre récit d'Aitutaki, lors de l'une de ces visites, des Aitutakiens furent tués. Les chefs envoyèrent alors sur place une expédition punitive de six grandes pirogues pour capturer la population. Certains furent tués, d'autres ramenés à Aitutaki comme esclaves. D'après Tama Isereala, cet incident aurait eu lieu en 1822 ou 1823

### Histoire écrite
James Cook visita deux fois Manuae. Son premier passage eut lieu le 23 septembre 1773 lors de sa seconde circumnavigation. Ne voyant apparemment aucune population sur l'île, il ne débarqua pas. Il y repassa au large le 6 avril 1777. Le navire fut cette fois-ci approché par quelques pirogues. Les insulaires lui apprirent qu'ils avaient vu quelques années auparavant deux grandes pirogues. Cook en conclut qu'il s'agissait de la Resolution et l'Adventure, les deux navires de sa précédente expédition. Le second de Cook, le lieutenant King  fut envoyé en reconnaissance mais à l'approche des côtes, apercevant les insulaires armés de casse-têtes et de lances il fit prudemment demi-tour. Cook baptisa l'atoll, l'île Sandwich avant de se raviser pour île Hervey ayant décidé de donner ce nom aux îles Hawaii. 
Le missionnaire de la LMS, John Williams visita l'île le 7 juillet 1823. À l'époque y vivaient environ 60 personnes. Lorsqu'il y repassa en 1830, Manuae n'était semble-t-il plus peuplée que par une dizaine de personnes (cinq hommes, trois femmes et quelques enfants). Williams les emmena sur Aitutaki.
En 1852, le Capitaine Lamont se rendit à son tour à Manuae. Il y trouva un Européen du nom de George qui y vivait avec ses deux épouses et ses enfants. En 1889, l'île passa comme le reste des Cook sous protectorat britannique avant d'être annexée par la Nouvelle-Zélande en 1901. Les autorités coloniales en firent jusqu'en 1915 une colonie pénitentiaire, Rarotonga n'ayant pas de prison. Les prisonniers ramassaient le copra  pour le compte de la Cook Islands Company à qui l'île était louée. L'île passa par la suite sous administration d'Aitutaki.

### Passage de Cook à Manuae le 6 avril 1777

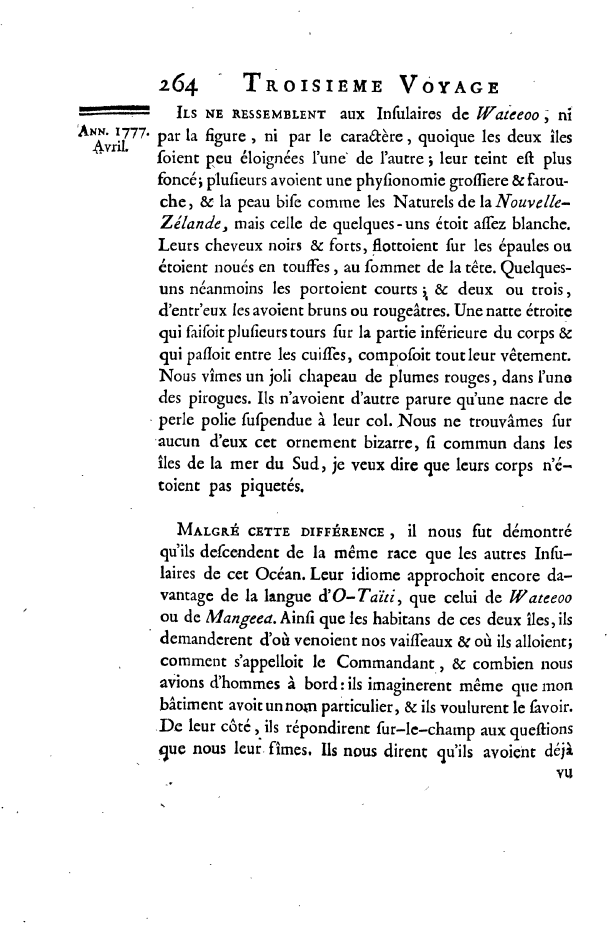
p.264
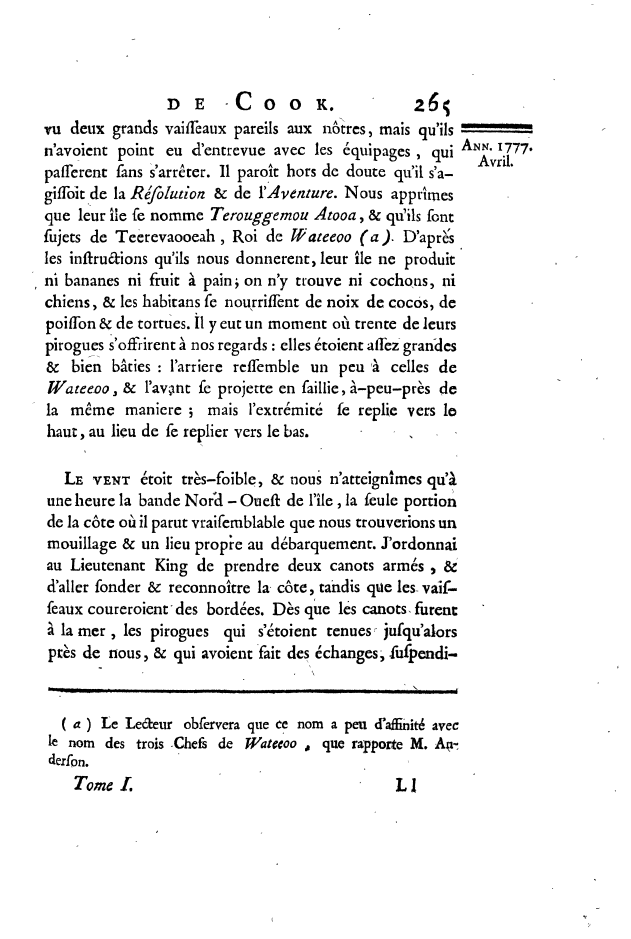
p.265
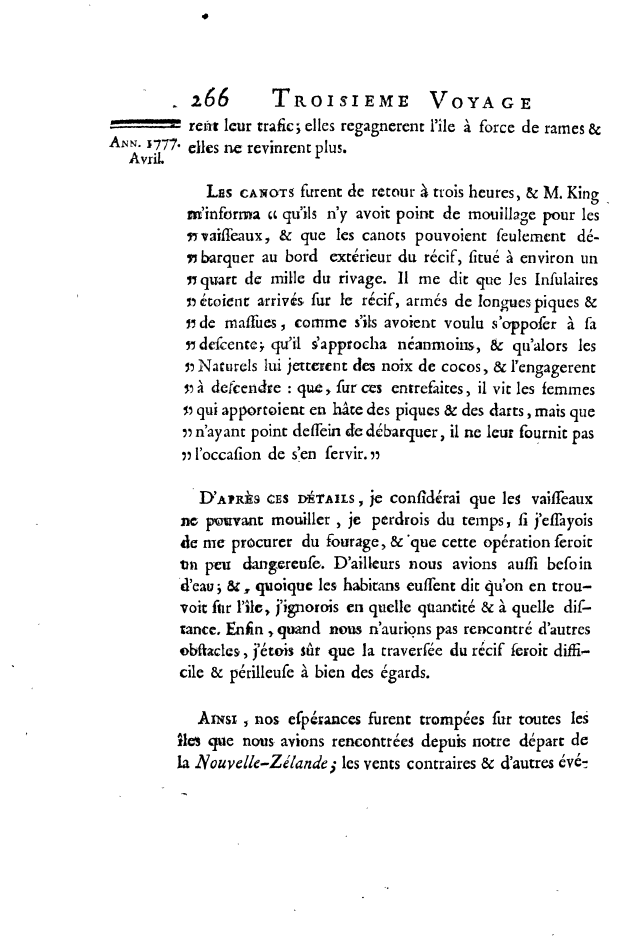
p.266